# 暴力
暴力（ぼうりょく）とは、他者の身体や財産などに対して素手や武器によって攻撃すること。ただし、心理的虐待や同調圧力などの欺瞞的暴力も暴力と呼ばれるようになりつつある。

## 概説
全ての人間の身体には現実の世界にはたらきかける能力があり、この能力が他者の意志に反して強制的にくわえられると暴力となる。
暴力は殺人、傷害、虐待、破壊などをひきおこすことができる力であり、また、二次的な機能として強制・抵抗・抑止などがある。従って、外国からの脅威であったり、規則違反者を物理的に制圧する力も暴力である（社会秩序を維持する上で必要な行為であるため実力と言う事が普通である）。全ての人が暴力を行使できる状態だと、トマス・ホッブズが提唱した万人の万人に対する闘争という状態に陥り、社会秩序が壊れて失敗国家となるため、国家においては軍隊や警察が暴力を行使する権利を独占することが普通である。こうした組織を社会学では暴力装置と呼ぶ。一般的には暴力装置という言葉には悪い印象が付き纏うので、社会学の専門家以外に説明する場合には実力組織などと言い換える事が多い。
人間の暴力性については心理学の立場から、抑圧の発露、おさえつけられたルサンチマン、生体にやどる破壊衝動（デストルドー）として説明がなされることがある。
暴力は進化の産物であるとする説明が動物行動学の立場では有力である。捕食者や外敵からの防御、群れの序列をめぐる争い、雌をめぐる雄の性淘汰の争いなどで暴力が起きる。チンパンジーには子殺しが認められる。
暴力は人間の尊厳や人権をおびやかすものであり、人道主義や平和主義の立場ではあらゆる対立は非暴力的な手段すなわち対話などによって、互いを理解し、互いの苦しみを理解し、理性的に解決されるべきだ、という社会的規範がある。しかし現実には理性的対話だけでは不十分として、世界的には自己防衛のための合法的暴力や、犯罪者予備軍に対する見せしめとして設けられる死刑制度など暴力を法制度として許容している国家が存在し、家庭内暴力を家庭の支配の正当な方法や体罰を教育の正当な方法として支持する社会が存在している。

## 形態など
暴力には様々な形態のものがある。
暴力を行使した当事者が、この暴力は正当な権利の行使である、あるいは報復や正当な懲罰行為であると主張するが、他方からは正当性がみとめられないという事態が起こりうる。特に国家間の軍事力の行使ではこうした意見の対立が多くみられる。

### 暴力があらわれる場面・暴力をふるうもの
暴力はいつの時代にも存在していた。
人類の歴史をみると（一部の例外的な地域・時期はあるにしても）、概して、戦争は絶えたことがない。歴史的にみて、兵士が兵士に対して暴力をふるうだけでなく、兵士が一般の住民（非戦闘員）の財産・金品を略奪したり、必然性もなく殺したり（殺人）、婦女暴行・強姦を行っていたりする事例は枚挙に暇がない（大量虐殺も参照）。
国家の政治権力を掌握している側の者が国内の人々に対して暴力をふるうことがある。そのような暴力としては人権蹂躙、抑圧などといったタイプのものから、殺人・大量殺戮（さつりく）といった過激なタイプのものまでさまざまなバリエーションがある。過激な方の例としては粛清があげられる。最大規模のものはスターリンによる大粛清である。恐怖政治（暗黒政治）ではしばしば権力者が国民に対して様々な暴力を振るっている。
また、既成権力に属していない側の者、権力による暴力を受けてきたと受け止めている側（体制側からみた場合のいわゆる"反体制勢力"）によっても報復や防御として暴力がおこなわれることがあり、顕著な例では革命、独立戦争、テロリズムなどとなってあらわれる（→普通の人々、民衆、一般国民、一般市民、極右、極左、テロリストなど）。
他人の財産を奪おうとする者による暴力の存在は古今東西、変わらない。世界的にはマフィア、日本では暴力団のように、さまざまなかたちで暴力行為を常態的におこなっている組織も存在する。
現代の一般家庭においても暴力がおこなわれることがある。児童に対して言葉による暴力や身体的暴力をふるうことは「児童虐待」とよばれている。児童虐待を行うのは主として母親（実母）である。母親が子を殺してしまう事件、母親が何ヶ月〜数年に渡り、きわめて陰湿なやりかたで子供をいびり、肉体的にいためつけて、殺してしまう事件も時々起きている。特に幼児は自分の判断で親から逃げ出すこともできず、（大人のようには）自力で相談相手を見つけたり公的な機関にかけこむことができないので、極端に悲惨な状態に陥る。（→ 母親、父親など）。逆に家庭内の年配の人を虐待することは「高齢者虐待」とよばれている（→ 子など。特に高齢者が、すでに中年になった「子」に虐待されるケースが多い）。なお英語では「ドメスティックバイオレンス、DV）」という用語もあり、この用語を日本語にあえて訳す場合は家庭内暴力という訳語があてられるのだが、なぜかこの「DV」という用語が持ち出される時は、母親が子供に対してふるう暴力のことはたいてい忘れ去られてしまい、「配偶者による暴力」の話ばかりに焦点があてられてしまう傾向がある。手や足による暴力を誘発しないためには、まず自分の側が言葉による暴力をふるわない、自分の側が相手を傷つけるような言葉を（無意識のうちに、無配慮に）使ってしまっているということに気づくということが肝要になる。（夫婦喧嘩の記事も参照可）（→ 配偶者）。なお家庭の中の人間関係のほとんどは「血縁関係」であり、つまり基本的に簡単には「切る」ことができない関係であり、親が子にふるう暴力であれ、子が親にふるう暴力であれ、非常に悲惨であり、深刻である。一方、「配偶者関係」だけは、もとは「他人」であった二人が役所に提出した「婚姻届」により成立させた契約関係なので（いわば人工的な関係なので）、その深刻度は異なる。深刻度が異なるというのはどういうことかというと、夫婦間で「言葉による暴力」であれ手や足による暴力であれ、互いに暴力をふるうような関係になったら、（多少の努力が行われることがあるが）、そもそも「言葉による暴力」が行われた段階で、二人の間には「愛」はほぼ無い関係になってしまっている、互いに憎み合う関係になってしまっていることはよく分かってしまっているので、結局は（弁護士などをはさむことで）離婚という形で互いに離れることで解決することが世の中では一般的に行われている。近年の統計が明らかにしていることは、結婚した男女のおよそ半数が離婚することで夫婦の「不和」にともなう諸問題を解決している。
学校内で主として生徒によっておこなわれる暴力は「校内暴力」（スクールバイオレンス）とよばれている（→ 生徒）。学校内では、教師などが、生徒に体罰などの暴力行為をふるうこともある（→教師、教育委員会）。
また、家庭と同様に閉鎖的な共同体である宗教団体（既成、新興に限らず）の一部でも暴力がおこなわれている場合がある。また、企業の内部でも、弱い立場の従業員に対して、陰に陽にさまざまな暴力がおこなわれていることがあり、それらの中には、最近では「パワーハラスメント」という用語でとらえられるものもある（→ 雇用主、上司、ブラック企業）。

## 暴力に対する評価や対処
他人を暴力によって支配しようという行動は正常な状態ではないとされる傾向が歴史的にみれば、今日ある。たとえば、現在の日本では、身体的・心理的暴力は、傷害罪などの罪に問われる場合がある（詳細は、後述の日本の関連法規を参照のこと）
暴力の行使は、行使された側（被害者）にPTSDなどの心理的ダメージを後々まで残し得ることが近年の研究によって知られるようになってきた。
前述のように、非暴力が規範として示されるようになってきているが、それでもその規範が守られず、心理的暴力や身体的暴力がふるわれることがある。
暴力にいかに対処するかが問題になってくる。『現代哲学辞典』によると、暴力への対抗は、「暴力と非暴力」や「善悪」の対立ではありえない、と言う。暴力に実質的に対抗できるのは同等の暴力だけだ、と同辞典では説明されている。「暴力を統制するためにはより強力な暴力、すなわち組織化された暴力が社会の中で準備されなければならない。」と言う。社会学者のマックス・ウェーバーは「国家の成立にあたっては軍隊、警察といった暴力を行使できる組織を正統的に独占することが必須である」とした（暴力の独占）。
マハトマ・ガンジーは、暴力に暴力で対抗するのではなく暴力に非暴力で対応することを説いた。
異民族間の紛争では、暴力に暴力で応酬している限り、次第に暴力が過激化するばかりで収拾がつかなくなることも多い。そうなると、双方にとって深刻な被害や悲劇的な結果をもたらす。そのような場合、見かねた第三国・国際機関・宗教者などが調停に乗り出すことがあり、相方の代表に対話を促すように働きかけを行い、第三者として対話の場に同席することもある。対話が成功し、紛争が沈静化することもあるが、なかなか対話が進まないこともある。経済平和研究所によると、暴力によって世界経済がどれだけの損失や損害を被ったかを算出することが可能である。具体的には、2019年に14.4兆米ドル（2019年時点で約1,550兆円）である。

### 昇華
暴力をいくらか生産的な面に転じるはたらきを昇華という。攻撃衝動は昇華としてスポーツにむけられるし、芸術の分野ではハードボイルド小説やミステリー、ロマン主義の一部などがあげられる。
ただ、わいせつなど性描写とならんで表現の自由に絡みがちな面があり、規制には賛否をひきおこしやすく、どこまで規制できるかはしばしば裁判で争われる。

## 日本の関連法規
暴力の行使は刑法では、傷害罪、暴行罪、強要罪、強盗罪、恐喝罪、器物損壊罪などとして処罰される可能性がある。刑法以外では、暴力行為等処罰ニ関スル法律、航空機の強取等の処罰に関する法律、迷惑防止条例などがある。

## 暴力の無い状態:平和
暴力的な政治的活動が行使されない状態、争いがなく穏やかな状態などを一般に平和と呼ぶ。